# Guvernul Ștefan Golescu
Guvernul Ștefan Golescu a fost un consiliu de miniștri care a guvernat Principatele Unite ale Moldovei și Țării Românești în perioada 17 august 1867 - 29 aprilie 1868.

## Componență
- Președintele Consiliului de Miniștri

Ștefan Golescu (17 august 1867 - 29 aprilie 1868)
- Ministrul de interne

Ștefan Golescu (17 august 1867 - 13 noiembrie 1867)
Ion C. Brătianu (13 noiembrie 1867 - 29 aprilie 1868)
- Ministrul de externe

Alexandru Teriachiu (17 august 1867 - 1 noiembrie 1867)
ad-int. Ștefan Golescu (1 - 13 noiembrie 1867)
Ștefan Golescu (13 noiembrie 1867 - 29 aprilie 1868)
- Ministrul finanțelor

Ludovic Steege (17 august 1867 - 1 octombrie 1867)
ad-int. Grigore Arghiropol (1 - 27 octombrie 1867)
Ion C. Brătianu (27 octombrie - 13 noiembrie 1867)
ad-int. Ion C. Brătianu (13 noiembrie 1867 - 29 aprilie 1868)
- Ministrul justiției

Anton I. Arion (17 - 29 august 1867)
Grigore Arghiropol (29 august - 13 noiembrie 1867)
Anton I. Arion (13 noiembrie 1867 - 29 aprilie 1868)
- Ministrul de război

Colonel Gheorghe Adrian (17 august 1867 - 29 aprilie 1868)
- Ministrul cultelor

Dimitrie Gusti (17 august 1867 - 29 aprilie 1868)
- Ministrul lucrărilor publice

Dimitrie C. Brătianu (17 august 1867 - 13 noiembrie 1867)
Panait Donici (13 noiembrie 1867 - 29 aprilie 1868)

## Articole conexe
- Guvernul Nicolae Golescu (București)
- Guvernul Ștefan Golescu (București)
- Guvernul Nicolae Golescu
- Guvernul Ștefan Golescu

## Sursă
- Stelian Neagoe - "Istoria guvernelor României de la începuturi - 1859 până în zilele noastre - 1995" (Ed. Machiavelli, București, 1995)

| Precedat(ă) de: Guvernul Constantin Al. Kretzulescu | Guvernul Ștefan Golescu 17 august 1867 - 29 aprilie 1868 | Succedat(ă) de: Guvernul Nicolae Golescu |